# Spatzennest
Das Spatzennest war eine evangelische Einrichtung der Kinder- und Jugendhilfe an der Hauptstraße 44 in Ramsen. Träger war die Jugendhilfe Einrichtungen Südwest gGmbH, kurz JES. Die Einrichtung selbst musste 2007 aufgrund von Vorfällen von Misshandlung und sexuellen Missbrauchs geschlossen werden. Zu den Betroffenen gehörten auch Kinder, die während und nach den Wormser Prozessen (1993 bis 1997) im Spatzennest untergebracht waren.

## Wormser Prozesse
Sechs Kinder, die im Rahmen der Wormser Vorgänge ab 1993 im Kinderheim Spatzennest untergebracht waren, wurden vom Jugendamt nicht zurück zu ihren Eltern gebracht. Zwar waren alle 25 Beschuldigten freigesprochen worden, doch entschied sich das Jugendamt Worms bei diesen Kindern für die Fortsetzung der Fremdunterbringung. Die Kinder wiesen unter anderem eine Eltern-Kind-Entfremdung auf. 
Das Jugendamt Worms ging noch 1997 trotz des Freispruchs von einer Schuld der Eltern aus: „Wir sind anderer Ansicht, da wir aufgrund der Aussagen und des Verhaltens der Kinder zu einer anderen Einschätzung kommen.“
Dem Heimleiter Stefan Sch. wurde später vorgeworfen, die Kinder bewusst gegen die Eltern aufgestachelt zu haben. Einige dieser Kinder glaubten weiterhin (Stand 2005), dass ihre Eltern sie sexuell missbraucht hätten.
Stefan Sch. fungierte auch als Hauptbelastungszeuge gegen die Eltern.

## Missbrauch im Spatzennest
Am 8. November 1993 wurden bei einem Mädchen, das sich fünf Tage im Spatzennest aufhielt, vaginale und anale Missbrauchsspuren von Mainzer Rechtsmedizinern festgestellt, 1994 erneut. Die Spuren waren so frisch, dass sie nicht von den beschuldigten Eltern stammen konnten. Das Gericht ging diesen Hinweisen nicht nach.
2002 wurde von den Bielefelder Psychologen Katharina Behrend und Uwe Jopt im Auftrag des Amtsgerichts Worms ein Gutachten über das Heim erstellt; sie kritisierten das Heim und waren über die Empathielosigkeit der Kinder erschüttert. Jopt schrieb: „Im Grunde verhalten sich alle Kinder nicht wie missbrauchte, sondern wie Kinder, denen eine neurotische, irrationale Angst gegenüber ihren Eltern vermittelt wurde. Die Eltern sind in ihren Augen zu Monstern geworden, denen zu begegnen mit größter Gefahr verbunden ist.“ Er beschrieb: „Sie saßen stuporös da. Allenfalls bissige, eiskalte Zurückweisungen, wie auswendig gelernt, kamen von ihnen. Kein Kind war auch nur zu einem Minimalkontakt mit den Eltern oder einem Elternteil bereit, in welchem Rahmen auch immer. Ihre Empathielosigkeit war unheimlich, ja wahnhaft.“ Das jüngste Kind antwortete auf Jopts Frage, was denn damals geschehen sei, mit: „Steht alles in den Akten.“ Der älteste Jugendliche reagierte auf Jopts Vorschlag eines unverbindlichen Treffens mit den Eltern: „Wenn Sie das versuchen, können Sie mich anschließend vom nächsten Baum abschneiden.“ Er litt an Diabetes und verstarb am 27. September 2004 im Alter von 18 Jahren wenige Tage nach seiner Entlassung vom Alltag überfordert.
Über die Ursachen sagte Jopt: „Es handelt sich hier um das Ergebnis eines Konditionierungsprozesses durch die Betreuenden. (...) Man darf davon ausgehen, dass für alle Kinder die Trennung von den Eltern mit extremen seelischen Belastungen verbunden war. Sowohl ihre plötzliche Herausnahme aus der Familie als auch das anschließende Verschwundenbleiben von Mutter und Vater entgegen anderslautenden Versprechungen mussten von traumatischer Wirkung für sie gewesen sein. Ein solcher Eingriff – das ist eine Erkenntnis der Bindungsforschung – wird von Kindern meist als gravierendes Trauma erlebt. Wenn sie erkennen, dass ihre Gegenwehr gegen diesen Gewaltakt erfolglos bleibt, geben sie irgendwann resigniert auf.“ Er verlangte, die „deformierende Betreuung“ zu beenden und schätzte die betroffenen Heimkinder als „psychisch missbrauchte Kinder“ ein.
Jopt beschwerte sich auch über Behinderungen seiner Arbeit durch das Jugendamt Worms: „Dass mit dem Verhalten dieser Spatzennestkinder etwas nicht stimmte, das schrieen [sic] ja die Spatzen von den Dächern. Ich musste, um überhaupt mit den Kindern meine Gespräche führen zu können, erst erneut das Gericht einschalten, weil das Jugendamt mir selbst diesen gerichtlich beschlossenen methodischen Zugang verwehrte.“
Noch 2005 wehrte sich das Jugendamt gegen die Rückführung der Kinder, da „unabhängig von der Strafsache ein Schutzbedürfnis der Kinder gegeben sei“. Jopt erhob den Vorwurf, das Jugendamt Worms habe „gemeinsam mit S. gezielt jeden Ansatz zunichte gemacht, die Kinder wieder in Kontakt mit den Eltern zu bringen“. Das Jugendamt Worms verwies auf ein Gutachten, die Kinder zeigten „massiv selbstgefährdendes Verhalten an, wenn gegen ihren Willen Kontakte zu den leiblichen Eltern hergestellt würden oder sie von der Wohngruppe Spatzennest weggehen müssten. Die Kinder benötigen ein hohes Maß an Sicherheit und haben zum Ausdruck gebracht, dass dies für sie im Moment nur in der Wohngruppe mit den ihnen vertrauten Erwachsenen denkbar ist.“
Das Spatzennest wurde im November 2007 aufgelöst und die Insassen in andere Einrichtungen gebracht. Zu diesem Zeitpunkt war dessen Heimleiter, von Beruf Sozialpädagoge, wegen des Verdachts auf sexuellen Missbrauch Schutzbefohlener von seinem Arbeitgeber entlassen worden. 2007 hatte ein Herbergsvater, bei dem sich S. in Österreich mit den Kindern aus seinem Heim zu einer Ferienfreizeit aufgehalten hatte, Strafanzeige gestellt.
Es war zu diversen sexuellen Handlungen gekommen, darunter Einläufe und Eincremen der Scheide. Hierfür hatte sich Stefan Sch. sogar unter anderem ein eigenes Zimmer eingerichtet. Um die Taten geheim zu halten, soll der Heimleiter damit gedroht haben, dass die Kinder ihre ebenfalls in Heimen untergebrachten Geschwister nicht mehr sehen dürften, wenn sie etwas verrieten.
Wolfgang Scherer, Chef des Trägers JES, erklärte Ende 2007: „Wir hatten nicht die geringsten Anhaltspunkte, an ihm zu zweifeln.“ Er erklärte weiter: „Wir waren ständig vor Ort präsent - unser Erziehungsleiter, ein Diplom-Psychologe, ist mindestens alle vier Wochen ins Spatzennest gefahren, hat mit S., den Kindern und Bediensteten geredet.“ Der zuständige Sozialdezernent Georg Büttler sagte, dass es keinen Grund gegeben habe, die „bestehende, hervorragende Betreuung der Kinder aufzugeben“. Die Chefin des Landesjugendamts Rheinland-Pfalz, Birgit Zeller, betonte: „Es wurde alles getan, was fachlich möglich war.“ Der Amtsgerichtsdirektor Jean Frank erklärte: „Das Elternrecht gilt nicht ohne Schranken, man muss es gegen das Kindeswohl abwägen, und das Kindeswohl geht im Zweifel vor. Wir als Gericht standen vor der Frage: Können wir es in diesem Augenblick verantworten, die Kinder zurück zu den Eltern zu geben? Wir haben einen Gutachter befragt. Er sagte: Das geht jetzt nicht, wegen der Traumatisierung wäre eine Rückführung zu den Eltern zu diesem Zeitpunkt nicht zu verantworten. Sie waren im Spatzennest in einer familiären Atmosphäre, wie in einer Pflegefamilie, und wollten dort auch auf keinen Fall weg.“ Jopt kritisierte: „Stefan S. ist ein ideologisch verbrämter Fanatiker. Aber das Jugendamt hat sich stets vor ihn gestellt. Das ist in meinen Augen menschenverachtender Zynismus vonseiten des Jugendamts.“
Am 8. Februar 2008 kam der vierzigjährige Ex-Heimleiter Stefan Sch. in Untersuchungshaft, am 29. Juli 2008 begann der Prozess gegen ihn vor dem Landgericht Kaiserslautern. Am 22. August 2008 wurde er des sexuellen Missbrauchs von Kindern in Tateinheit mit sexuellem Missbrauch von Schutzbefohlenen in zwei Fällen für schuldig befunden und zu einem Jahr Haft auf Bewährung und dreijährigem Berufsverbot verurteilt.
Im April 2011 klagte die Staatsanwaltschaft Kaiserslautern den ehemaligen Heimleiter Stefan Sch. wegen noch schwerwiegenderer Vorwürfe für den Zeitraum von 1994 bis 2006 erneut an. Der Vorwurf lautete auf sexuellen Missbrauch in 22 Fällen.  
Dabei ging es um sechs Mädchen, darunter drei von den sechs Kindern aus den Wormser Prozessen, die vom Jugendamt Worms hier untergebracht worden waren. Tatort waren das Heim und eine Ferienfreizeit. Stefan Sch. wurde im November 2011 wegen schweren sexuellen Missbrauchs zu einer Haftstrafe von fünf Jahren und acht Monaten verurteilt.
Die Revision des Angeklagten gegen das Urteil verwarf der Bundesgerichtshof mit Beschluss vom 28. Februar 2013. 
Das Rechtsmittel der Staatsanwaltschaft, um zusätzlich ein lebenslanges Berufsverbot des Angeklagten zu erreichen, wurde vom Bundesgerichtshof am 25. April 2013 zurückgewiesen.